# El Cogulló (Lladurs)
El Cogulló és una muntanya de 904 metres del municipi de Lladurs, a la comarca del Solsonès.